# The Jakarta Post
The Jakarta Post – indonezyjski dziennik wydawany w języku angielskim. Został założony w 1983 roku.
Wydawcą pisma jest PT Bina Media Tenggara z siedzibą w Dżakarcie.